# The American (film 2010)
The American è un film del 2010 diretto da Anton Corbijn.
Il soggetto è basato sul romanzo di Martin Booth A Very Private Gentleman. Protagonista del film è George Clooney, affiancato da un cast internazionale che comprende gli italiani Violante Placido, Paolo Bonacelli e Filippo Timi.
Il film è uscito negli Stati Uniti il 1º settembre 2010, mentre in Italia è stato distribuito il 10 settembre.

## Trama
Jack è un sicario professionista, esperto nella fabbricazione di armi. Mentre si trova in Svezia per rilassarsi con la donna di cui è innamorato, subisce un agguato da parte di due assassini, ma riesce abilmente a ucciderli; purtroppo, per proteggere la propria identità, è costretto ad eliminare anche la propria compagna. Disgustato dalla tragedia, decide di abbandonare il proprio lavoro.
Comunica quindi la decisione a Pavel, il proprio committente, che accetta di liberarlo da ogni impegno se accetterà un'ultima proposta di lavoro: quella di costruire e montare un fucile ad alta precisione, da mettere a disposizione di un altro killer per eseguire una non meglio specificata missione. Pavel lo manda a Castelvecchio, un piccolo paese tra le montagne abruzzesi, ma Jack si sbarazza del cellulare che gli ha fornito Pavel e si reca al vicino paese Castel del Monte dove, facendosi passare per fotografo, potrà organizzare il proprio lavoro con relativa sicurezza. Non è però completamente al sicuro neanche in questo luogo e, nonostante ulteriori cautele, si accorge di essere spiato, riuscendo però a sventare l'attentato di un sicario svedese.
Pur tenendo una condotta estremamente riservata, Jack stringe una forte amicizia con il parroco del paese. 
In un colloquio confidenziale si comprende che il meccanico che ha fornito alcuni attrezzi a Jack è figlio naturale del parroco.
Nonostante la propria professione gli imponga una vita di solitudine, Jack cerca la compagnia femminile di Clara, una bellissima ragazza che conosce in una casa di appuntamenti e che lo individua affettuosamente come Mister Farfalla. Il rapporto si trasforma gradualmente in qualcosa di diverso e i due si innamorano. L'americano vorrebbe cambiare vita dopo l'ultimo incarico, ma a questo punto si comprende che Pavel sta manovrando ai suoi danni, poiché il fucile e le pallottole che Jack sta approntando dovranno servire proprio per ucciderlo. Quando questo sospetto si fa strada nella mente di Jack, che è prudente ai limiti della paranoia, manomette il fucile prima di consegnarlo all'acquirente, una misteriosa e affascinante donna sicario.
Quando la killer lo prende di mira e preme il grilletto, proprio nel mezzo di una processione di paese, resta dilaniata dall'esplosione dell'arma manomessa. Jack fa in tempo a raccogliere la confessione dell'assassina e dopo pochi passi si ritrova faccia a faccia proprio con Pavel: i due si sparano a vicenda, ma Jack ha la meglio, uccide l'avversario e scappa per raggiungere Clara, cui ha fatto promessa di eterno amore. Durante il tragitto in auto, Jack perde via via le forze, perché nello scontro a fuoco è stato ferito all'addome. Quando arriva al fiume fa giusto in tempo a rivedere Clara che lo stava aspettando, per poi cadere riverso sul volante, ma ancora vivo. Il finale rimane aperto.

## Produzione
Il film è stato girato tra la Svezia (Östersund e Singsjön nei pressi di Brunflo, contea di Jämtland) e l'Italia. Le riprese italiane sono state effettuate tra settembre e novembre del 2009 nella provincia dell'Aquila, più precisamente a Castel del Monte, Castelvecchio Calvisio, Rocca Calascio, Introdacqua e Sulmona. Alcuni interni sono stati ripresi nel comune di Pacentro. Il fiume protagonista del film è l'Aterno, le cui scene sono state girate nella valle di San Venanzio, che abbraccia i comuni di Raiano e Vittorito. Altre scene sono state girate a Roma.
A luglio 2010 è stato distribuito il trailer in italiano del film che indirettamente ha dato un contributo economico all'Abruzzo devastato dal terremoto del 6 aprile 2009 avvenuto all'Aquila. L'auto utilizzata da Jack nell'arco di tutto il film è una Fiat Tempra di colore blu notte, targata PE.

## Accoglienza
La critica non ha accolto il film con favore: sul portale RottenTomatoes ha ottenuto un punteggio di 65% per i critici e 39% per il pubblico.